# Michael Shafir
Michael Shafir (n. 4 ianuarie 1944, București, România – d. 9 noiembrie 2022) a fost un politolog româno-israelian, considerat unul dintre cei mai mari specialiști în antisemitism și Holocaust în Europa centrală și de Est.
S-a născut în București, într-o familie de origine evreiască. În perioada comunismului a emigrat în Israel, întorcându-se în țara natală în anul 2005. A fost profesor la Universitatea Babeș-Bolyai și a avut dublă cetățenie (română și israeliană).